# Joy Williams (écrivain)
Pour les articles homonymes, voir Joy Williams et Williams.
Œuvres principales
- Effractions

Joy Williams, née le 11 février 1944 à Chelmsford dans le Massachusetts, est un écrivaine américaine.

## Œuvres

### Romans
- (en) State of Grace, 1973
- (en) The Changeling, 1978
- Effractions, L'Olivier, 1994 ((en) Breaking and Entering, 1988)
- (en) The Quick and the Dead, 2000
- (en) Harrow, 2021

### Recueils de nouvelles
- (en) Taking Care, 1982
- Dérapages, Tierce Deux Temps, 1991 ((en) Escapes, 1990)
- (en) Honored Guest, 2004
- (en) 99 Stories of God, 2013
- (en) The Visiting Privilege, 2015

### Essais
- (en) Ill Nature: Rants and Reflections on Humanity and Other Animals, 2001
- (en) The Florida Keys: A History & Guide, 2003